# Hans Fässler
Hans Fässler (San Gallo, 27 febbraio 1954) è uno storico, politico e cantautore svizzero.
È attivo sia nelle istituzioni politiche che nei movimenti sociali di base, e scrive articoli per vari giornali, riviste e altre pubblicazioni.

## Biografia
Nacque nel 1954 a San Gallo e cresciuto nel quartiere "Lachen", nella parte occidentale della città. La sua famiglia proveniva, da parte di madre, dalla regione di Glarona, da parte di padre dalla regione dell'Appenzello. Ha frequentato la scuola elementare "Feldli" e la scuola secondaria "Schönau" per poi entrare nel 1969 nel liceo cantonale "Burggraben", dove nel 1973 si è diplomato con la "maturità B". Ha poi studiato Lingua e letteratura inglese, Storia generale e Storia inglese-americana all'Università di Zurigo, interrotta da un soggiorno linguistico di un anno a Penarth (Galles meridionale). Nel 1982 si è laureato in Inglese e in Storia e ha conseguito il Diploma di insegnamento per le scuole di maturità. Ha insegnato inglese e materie generali nelle scuole medie e medie superiori, nelle scuole pre-primarie ed elementari, in scuole professionali e in corsi per adulti. Tra il 1992 ed il 2018 ha insegnato inglese presso il liceo cantonale di Appenzello Esterno nella località di Trogen. È padre di due figli grandi e si è sposato due volte. Le sue attività ricreative comprendono la pallavolo, Serie C regionale con il club STV San Gallo, e l'alpinismo: prima salita diretta della parete ovest della vetta "Öhrli" nella catena montuosa del "Alpstein".

## Storico

### Toussaint Louverture e Haiti

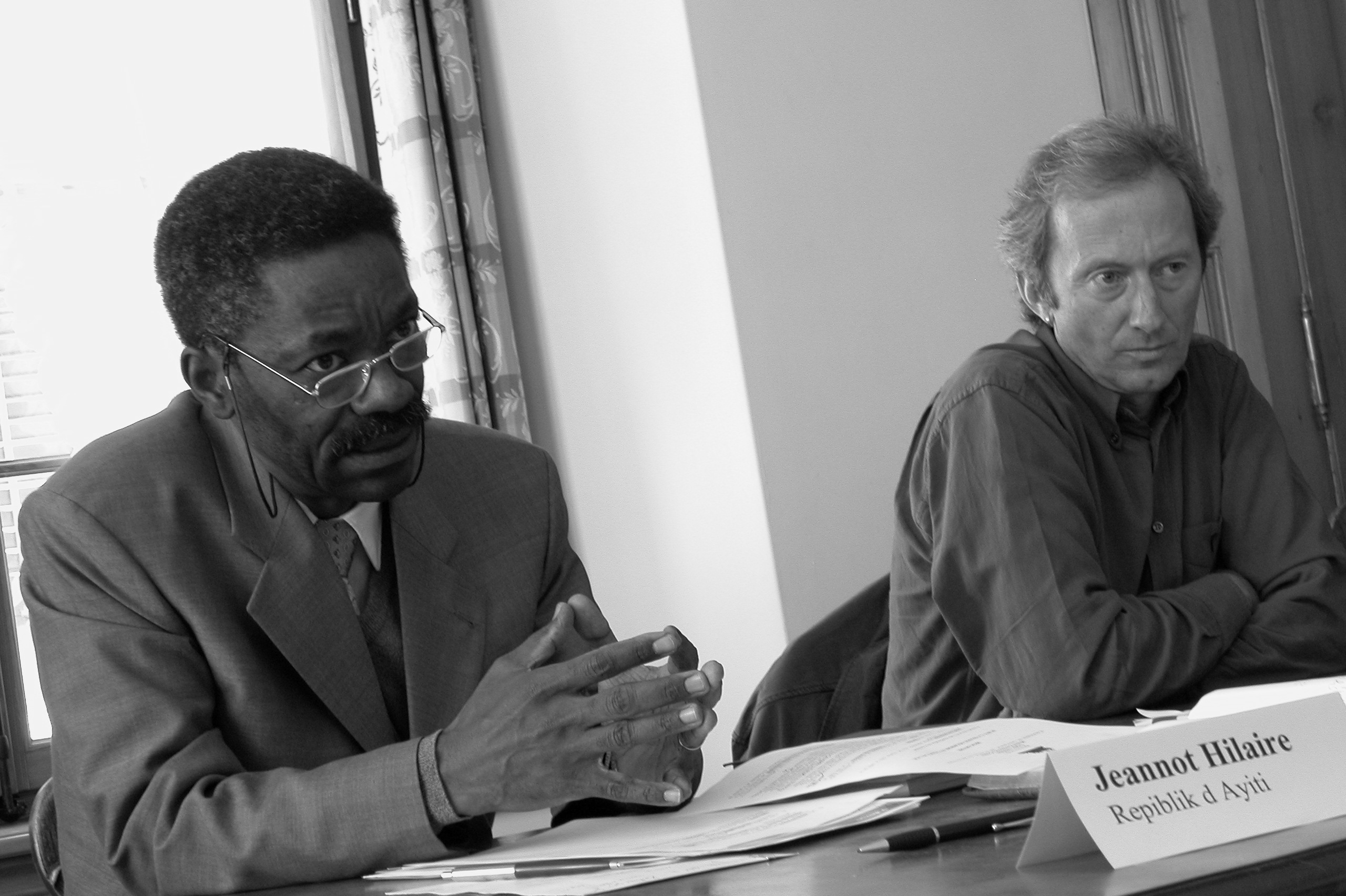
Jeannot Hilaire (storico e rappresentante di Haiti presso l'ONU a Ginevra) e Hans Fässler a Trogen, 2003

Il 200º anniversario della formazione del Cantone di San Gallo (2003) ha indotto Hans Fässler a studiare la storia del rivoluzionario haitiano, Toussaint Louverture, dalla schiavitù a coinvolgimento svizzero alla schiavitù. Ciò ha portato alla pubblicazione nel 2005 del libro "Reise in Schwarz-Weiss. Schweizer Ortstermine in Sachen Sklaverei", tradotto in francese e pubblicato nel 2007 a Parigi da Duboiris, con una prefazione di Doudou Diène .

### Ricerca postcoloniale
Da allora Hans Fässler ha lavorato come giornalista e relatore, in particolare nel campo della schiavitù nella storia (post)coloniale, del risarcimento e del razzismo. Fässler diffonde i risultati delle sue ricerche storiche attraverso gli attuali dibattiti politici. Ad esempio, nell'ambito del dibattito sulla Svizzera come società coloniale senza colonie, iniziato alla fine degli anni novanta, ha avviato numerose iniziative politiche a livello federale, cantonale e comunale. I viaggi politici l'hanno condotto nel 2003 nella capitale di Haiti, Port-au-Prince , tra il 2007 ed il 2008 in Francia , tra il 2005 ed il 2008 in Senegal, tra Dakar e Djilor, nel 2013 nella Guiana francese e nella città di Saint-Laurent-du-Maroni., e ad Antigua nel 2019. Dalla primavera del 2019, Hans Fässler propone a San Gallo visite guidate della città "Sulle tracce del razzismo" e "Della 'lotta razziale' e la lotta di classe".

### Confutazione della teoria del poligenismo di Louis Agassiz
Dal 2007 collabora con il comitato transatlantico "Confutare Louis Agassiz", da lui fondato, per una nuova valutazione e confutazione della teoria del poligenismo proposta dal glaciologo e naturalista svizzero Louis Agassiz (1807-1873). Il Club Alpino Svizzero (CAS) nominò Agassiz membro onorario nel 1865.. Collabora a stretto contatto con l'artista svizzero-haitiano-finlandese Sasha Huber e il filologo romanzo friburghese Hans Barth, che ha, tra l'altro, effettuato una revisione della voce per Agassiz nel Dizionario storico della Svizzera (DSS) Nel 2012 la mostra "Glaciologo, razzista: Louis Agassiz (1807-2012)", ideata e studiata insieme alla tipografa Hannah Traber e Hans Barth, venne esposta per la prima volta nel museo di storia locale di Grindelwald. La ridenominazione dell'"Espace Louis Agassiz" in "Espace Tilo Frey" (in onore di Tilo Frey), decisa dalla città e dall'università di Neuchâtel nel settembre 2018 e realizzata il 6 giugno 2019, è anche dovuta agli sforzi di Hans Fässler e Hans Barth. 

### La Svizzera e la schiavitù
Nella sua campagna più recente ha esortato la Città di Chicago a riesaminare il grado di conformità della banca svizzera UBS all'ordinanza sulla divulgazione dell'era della schiavitù ('Slavery Era Disclosure Ordinance') e ad analizzare se il mancato rispetto di tale ordinanza renda nullo o meno qualsiasi contratto con UBS per conto della città. La suddetta ordinanza è opera del consigliere communale Dorothy Tillman, che ha patrocinato il disegno della legge nel 2003. Dopo il caso del commerciante-bancario svizzero Jakob Laurenz Gsell (1815-1896), Fässler fa riferimento al caso del commerciante Johann Ulrich Zellweger (1804-1871), che ha tratto grandi profitti dalla schiavitù dello zucchero cubano e dal commercio degli schiavi e che in seguito è diventato il fondatore di una banca precedente alla UBS. Nel novembre 2019 Hans Fässler ha fondato il "Comitato svizzero per le riparazioni per la schiavitù" (Swiss Committee on Reparations für Slavery, SCORES), composto da circa 100 personalità provenienti dalla Svizzera o che ci abitano che sono favorevoli ai risarcimenti per la schiavitù (anche attraverso la Svizzera). Nel dicembre 2019 ha potuto annunciare pubblicamente questa fondazione per la prima volta in un discorso in un incontro dell'ONU a Ginevra.

## Politico

### Politica del partito
Durante il liceo, Fässler era attivo in un gruppo di studenti di destra al quale avevano partecipato, Konrad Hummler, Adrian Rüesch e Valentin Landmann. Nel 1978, nell'ambito della rifondazione della "Gioventù Socialista" di San Gallo, è entrato a far parte del Partito Socialista della città di San Gallo, e, nel 1979 del Sindacato Svizzero dei servizi Pubblici. Dal 1980 venne posto sotto sorveglianza dai servizi d'informazione della polizia cantonale di San Gallo e della città di Zurigo.  Sono inoltre venuti alla luce dossier segreti redatti dal Ministero pubblico della Confederazione e nel servizio di sicurezza militare. Nel 1984 fu eletto al Gran Consiglio del Cantone di San Gallo, fino al 1994. Dal 1986 al 1993 Hans Fässler è stato segretario del partito e del gruppo parlamentare del Partito Socialista del Cantone di San Gallo.

### Militanza politica
Nel 1986 fu sospeso un procedimento penale per violazione di segreti militari sulla base dell'immunità parlamentare. Nel 1989 fu poi assolto dal tribunale distrettuale di San Gallo dall'accusa di violazione dell'articolo 292 del codice penale svizzero, nell'ambito di un blocco del movimento anti-apartheid contro la filiale dell'istituto bancario UBS presso il "Rösslitor". Nel 1990 venne multato per violazione della pace e per coercizione nel contesto di un blocco contro la costruzione di alcune opere nella piazza d'armi di Neuchlen-Anschwilen. Nel 2001 ha inoltre contribuito alla bozza della costituzione cantonale di San Gallo, nell'ambito della conferenza dei gruppi di lavoro. Dal 2005 al 2009 fu presidente del sindacato degli insegnanti del liceo cantonale di Trogen AR e quindi membro della delegazione negoziale sindacale nella Conferenza del partenariato sociale del Canton Appenzello Esterno.

### Movimenti della base
Al di fuori del quadro istituzionale, Hans Fässler era attivo in diversi contesti politici: Era co-iniziatore dell'iniziativa popolare "Per una Svizzera senza esercito e per una politica globale di pace" e dell'iniziativa popolare municipale "Per una città senza automobili". Come membro fondatore dell'associazione "Giustizia per Paul Grüninger", ha contribuito negli anni novanta a riabilitare il comandante della polizia cantonale di San Gallo che aveva salvato dalle persecuzioni naziste diverse centinaia di ebrei e altri profughi. Ciò ha condotto nel 1998 alla creazione della "Fondazione Paul Grüninger". Con il movimento anti-apartheid di San Gallo, nel 2009 è riuscito a ribattezzare la strada "Krügerstrasse" nel quartiere "Vonwil" di San Gallo, che ricordava il precursore dell'apartheid Paul "Ohm" Krüger.  Oggi la strada prende il nome dall'autore svizzero Friedrich Dürrenmatt.

## Artista di cabaret e cantautore

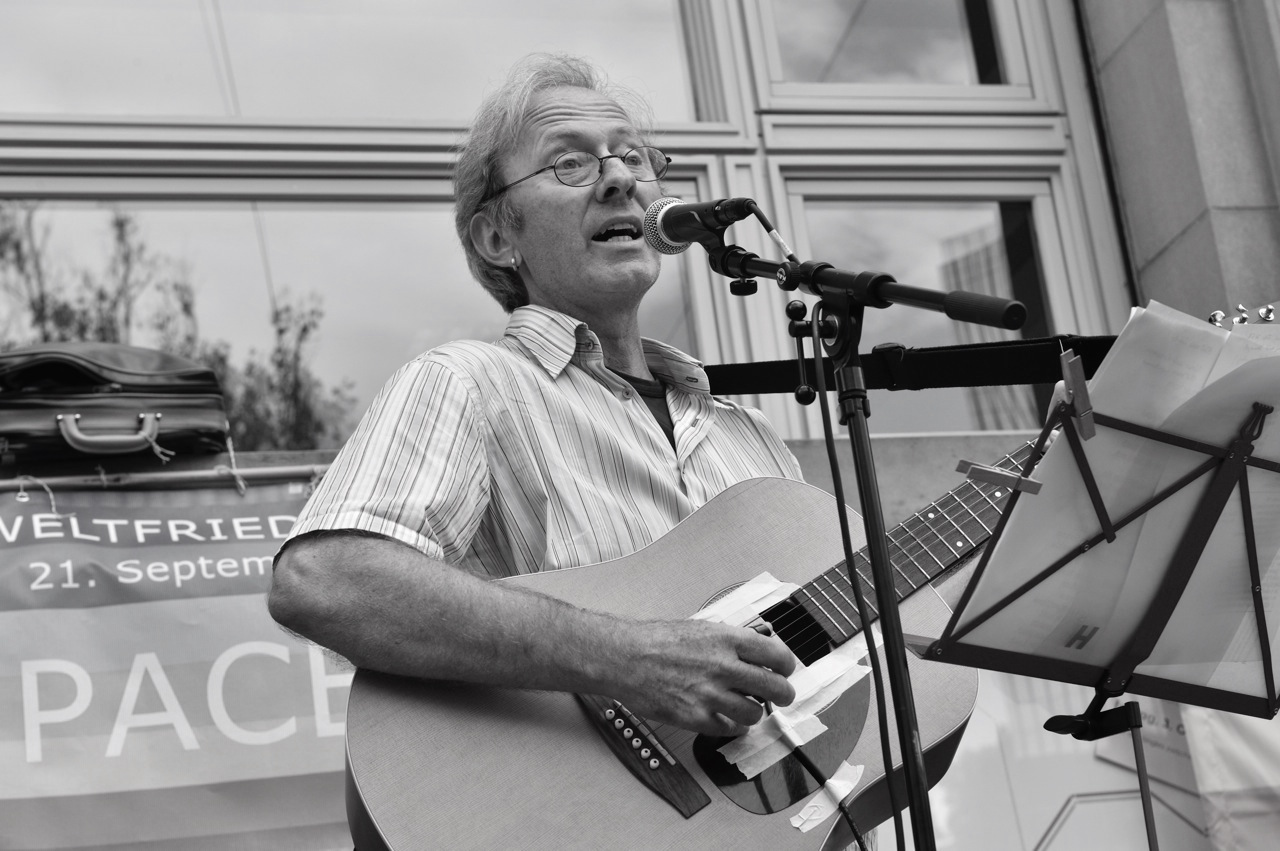
Hans Fässler canta per la manifestazione per la giornata internazionale della pace dell'ONU a Sangallo, 2014

### Dal folk alla satira
Nel corso degli anni settanta Hans Fässler si è esibito come chitarrista e cantautore con diversi gruppi folcloristici (Troubadix, Zupfgyge) in piccoli teatri, locali di tipo "folk club" e in occasione di festival folk (Lenzburgo, Gurten). Nel 1980 è seguito il primo programma di "cabaret" politico one-man "CCCP - Chalte Chrieg Cabarettistisches Programm". Su invito del clown svizzero Richard Hirzel ("Pic"), la canzone satirica "Hinterm Böhmerwald" (Dietro alle Selva Boema) è stato trasmesso dalla televisione svizzera (talent show "Schauplatz" del 9 gennaio 1987). 

### Programmi cabarettistici
Nel 1986, il programma cabarettistico "Velocità - fascismo - autostrada" scatenò un piccolo scandalo del teatro perché la sua esecuzione sul palcoscenico studio del teatro municipale fu contemporanea all'apertura al traffico dell'autostrada trasversale della città. Nel 1991 è seguito la prima di "Nicht ganz hundert – Anmerkungen zur Armee 95" all'evento culturale ed educativo "Universalità d'estate" a Neuchlen-Anschwilen. Questo programma di cabaret ha messo in ridicolo le tendenze della società contemporanea e del progetto di riforma "Forze armate 95". Negli anni successivi questo programma è stato ripetuto più di cinquanta volte in tutta la Svizzera tedesca. "Alte und neue Nummern für alte und neue Freund/Inn/En" (Vecchi e nuovi numeri per vecchiE amici/amiche) è stato il titolo del programma a tutto campo nel 2000/2001, seguito dal programma politico-storico "Louverture muore nel 1803", che ha visto più di 30 esibizioni nel 2003/2004. Oltre ai programmi completi, Hans Fässler è apparso ripetutamente con "Gebrauchscabaret" (cabaret di consumo) a manifestazioni, congressi, conferenze e assemblee generali. Per un anno ha scritto sotto lo pseudonimo "Leo N. Hart" la rubrica settimanale "Das Wort zum Freitag" (La parola del venerdì) nel quotidiano socialista e sindacalista OAZ. Fässler ha scritto anche poesie politiche, testi satirici, discorsi e polemiche e testi per il gruppo cabarettistico "Die Schimpfoniker" di Altstätten SG.
Dopo una lunga pausa cabarettistica (da "Louverture muore nel 1803"), Fässler è tornato al pubblico il 24 giugno 2020 con un nuovo programma completo. Ha letto dal suo libro «Nicht ohne meinen Carbonschuh. Eine Toggenburger Passion» («Mai senza la mia scarpa in carbonio. Una via crucis toggenburgensis»), che colloca il saltatore Simon Ammann in un contesto di sport professionistico, sponsorizzazione, cambi di linguaggio e la scena culturale del Toggenburgo. 

### Cantautore politico
Dal 2010 si esibisce di tanto in tanto come cantautore con la chitarra, di volta in volta accompagnato da Werner Meier (violino), Jürg Surber (contrabbasso) e Jens Weber (tenore) per coltivare le canzoni politiche sotto il titolo e il motto "Nonostante tutto questo" (canzoni di lavoro, canzoni rivoluzionarie, canzoni di protesta e di resistenza in tedesco, inglese, italiano e francese).

## Pubblicazioni (selezione)

### Libri
- Nicht-ökonomische Funktionen von Markt und Marktplatz in St. Gallen. In: St. Galler Kultur und Geschichte, Bd. 11, Staats- und Stiftsarchiv St. Gallen (Hrsg.), St. Gallen 1981.
- Hinterm Böhmerwald. Politische Lieder und Texte. Z&Z Verlag (Eigenverlag), St. Gallen 1983.
- Kriegsvorbereitungen. Eine kürzere Satire samt zehn längeren Dokumenten. In: Roman Brodmann, Andreas Gross und Marc Spescha (Hrsg.): Unterwegs zu einer Schweiz ohne Armee. Z-VERLAG, Basel 1986, S. 158–166.
- Übersetzungen von zwei Aufsätzen des Religionssoziologen Robert N. Bellah aus dem Amerikanischen ins Deutsche: Zivilreligion in Amerika und Religion und Die Legitimation der amerikanischen Republik. In: Heinz Kleger, Alois Müller (Hrsg.): Religion des Bürgers. Zivilreligion in Amerika und Europa. Kaiser Verlag, München 1986, S. 19–63.
- Demokratischer Ungehorsam. Erfahrungen eines Anfängers. In: Andreas Gross und Marc Spescha (Hrsg.): Demokratischer Ungehorsam für den Frieden. Zum Recht auf Widerstand in der Schweizerischen Demokratie nach der GSoA-Abstimmung vom 26. November 1989. Realotopia Verlag, Zürich 1990, S. 85–90.
- Lebhafte Unruhe / Beifall / Heiterkeit. In: 80 Jahre Generalstreik 1918 - 1998. Kantonaler Gewerkschaftsbund St. Gallen (Hrsg.), Sabon Verlag, St. Gallen 1998, ISBN 3-907928-19-9, Einleitung und S. 7/8.
- Reise in Schwarz-Weiss. Schweizer Ortstermine zur Sklaverei. Rotpunktverlag, Zürich 2005, ISBN 978-3858693037.
- Une Suisse esclavagiste. Voyage dans un pays au-dessus de tout soupçon (avec un préface de Doudou Diène, ancien rapporteur spécial de l'ONU sur le racisme et la discrimination raciale). Duboiris, Paris 2007, ISBN 978-2-916872-04-9.
- What's in a Name? Louis Agassiz, his mountain and the politics of remembrance. In: Sasha Huber (ed.), Rentyhorn, Kiasma, Helsinki 2010, ISBN 978-951-53-3267-7, S. 8–21.
- Helm ab! Soldaten! Denkt mal! In: 1914-1918/19. Die Ostschweiz und der Grosse Krieg. 154. Neujahrsblatt, Historischen Verein des Kantons St. Gallen (Hrsg.), Toggenburger Verlag, Wattwil 2014, ISSN 0257-6198, S. 1–2.
- Un colonel suisse au combat contre les Marrons au Suriname. In: Jean Moomou (Hrsg.): Sociétés marronnes des Amériques. Mémoires, patrimoines, identités et histoire du XVIIe au XXe siècles. Ibis Rouge Editions, Matoury, Guayane, 2015, ISBN 978-2-84450-451-7, S. 61–67.
- Mitteilungen an Max über den Stand der kolonialen Dinge und anderes. In: Museum für Gestaltung, Bettina Richter (Hg.): Talking Bodies. Bild, Macht, Wirkung. Lars Müller Publishers, Zürich 2023, 64–75.

### Riviste
- Der Einfluss des Deutschen und Französischen auf die englische Fachsprache des Alpinismus. In: Die Alpen, 4. Quartal, 1977, 53. Jahrgang, S. 170–186.
- Die Schweiz und die Sklaverei. Eidgenossen bereicherten sich an Sklaven in Lateinamerika. In: Lateinamerika Nachrichten, Januar 2006.
- Das Rätsel im Schönau-Quartier. In: Saiten, Dezember 2016.
- In der Höhle der Fussball-Fans: ein bisschen Grundsatzdebatte. In: Saiten, 17. September 2017.
- Verstaatlichen wir den FC! In: Saiten, November 2017.

### Giornali
- Max Frisch und Léopold Senghor. Ein interkulturelles Lehrmittel verbindet die Schweiz mit Senegal. In: St. Galler Tagblatt, 19. März 2007.
- Zürcher Sklavereiakten. Der Streit um die gesperrten Dokumente bei der Credit Suisse ist mehr als ein Streit unter HistorikerInnen. Was der Leu mit Afrika zu tun hat. In: Die Wochenzeitung, 25. März 2010.
- Das Kabarett ist tot. In: St. Galler Tagblatt, 11. August 2010.
- St. Gallen ist eigentlich ziemlich zumutbar. In: Tages-Anzeiger, 10. Januar 2012.
- Der Schatten fällt auf uns alle. Schon im 19. Jahrhundert sahen viele die Sklaverei als Übel an. In: Tages-Anzeiger, 14. Juli 2017